# Microtropis hexandra
Microtropis hexandra är en benvedsväxtart som beskrevs av Merrill och Freeman. Microtropis hexandra ingår i släktet Microtropis och familjen Celastraceae. Inga underarter finns listade.